# Katechumen
Katechumen (lat. catechumenus, řec. κατεχουμένος katechúmenos vyučovaný, školený) označuje ty, kdo se připravují na křest a přijetí do církve a jsou tudíž vyučováni v křesťanské víře. Období této přípravy na křest se nazývá katechumenát.

## Katechumenát v raných dobách křesťanství
Katechumeni byli již v raných dobách církve ti, kdo byli osobně vyučováni v učení apoštolů. S postupem doby se podoba tohoto období před křtem stala více právně určenou. Jako raný doklad materiálu používaného pro katechumeny se uvádí starokřesťanský spis sepsaný zřejmě kolem roku 70 zvaný Didaché neboli Učení dvanácti apoštolů.
V průběhu 4. století začínají být kandidáti křtu vyučováni též podle vyznání víry té které církevní obce. Z tohoto období se nám zachovaly též přednášky (či katecheze) pro katechumeny, totiž od Cyrila Jeruzalémského a Augustina (De rudibus catechizandis). V době církevních Otců se pak katechumeni dělili do těchto skupin:
- hledající, kteří se zajímali o křesťanství,
- posluchači (audientes), kteří byli přijati do církve, aby zde naslouchali promluvám a kázáním,
- prostrati či genuflectentes, kteří se směli účastnit i modliteb církve,
- vyvolení (electi, competentes), kteří již měli probační dobu za sebou a měli v brzké době přijmout křest.

Katechumenát v této, patristické době trval většinou 2-3 roky.

## Katechumenát dnes
Katechumenát byl reformou po druhém vatikánském koncilu obnoven v římskokatolické církvi. Jednotlivé náležitosti stanovuje kniha Uvedení do křesťanského života, která uvádí opět do praxe mnoho z bodů platných pro katechumenát v prvních stoletích, např. jeho rozdělení a jednotlivé obřady před křtem.